# Anotogaster nipalensis
Anotogaster nipalensis е вид водно конче от семейство Cordulegastridae. Видът е незастрашен от изчезване.

## Разпространение
Разпространен е в Бутан, Индия (Западна Бенгалия и Сиким) и Непал.